# Каркасан
Каркасан (д/н —548) — вождь гетульського союзу.

## Життєпис
Про попередників Каркасана замало відомостей. Ймовірно у 530-х роках зумів об'єднати більшість гетулів в Триполітанії та сучасному Феццані. У 546 році підтримав повстання царя Антала в Бізацені. Причини виступу проти візантійців достеменно невідомо. 
У 547 році спільно з Анталом завдав порзки військовому магістру Африки Іоанна Трогліті у битві при Марта, після чого сплюндрував значну частину Нумідії та Проконсульської Африки. У 548 році на чолі потужного військадоєднався до Антала з метою знищити візантійське панування в Африці. У вирішальній битві на Катонових полях (поблизу Утіки) союзники зазнали поразки, аКаркасан разом з 17 вождями підлеглих племен загинув.